# 于晨楠
于晨楠（1985年2月4日—），是中国足球运动员。
于晨楠是上海申花青年队培养出的球员，2005年曾经代表上海参加第十届全运会，但是之后因无法进入申花一线队阵容而转会中超同城对手上海联城。不过一年后，申花联城合并，于晨楠返回申花，仍然无法进入阵容，通过二次转会加盟陕西浐灞。
2011年初被陕西浐灞告知自寻出路的于晨楠，前往中甲球队天津松江开始试训，3月于晨楠与天津松江达成了转会协议加盟球队。